# Botanophila maculipedella
Botanophila maculipedella är en tvåvingeart som först beskrevs av Masayoshi Suwa 1974.  Botanophila maculipedella ingår i släktet Botanophila och familjen blomsterflugor. Inga underarter finns listade i Catalogue of Life.